# Peterborough United Football Club
El Peterborough United Football Club es un club de fútbol de Inglaterra de la ciudad de Peterborough, en el condado de Cambridgeshire. Fue fundado en 1934 y jugará en la EFL League One, el tercer nivel del fútbol de Inglaterra, a partir de la temporada 2022-23.

## Historia
El Peterborough United se fundó en 1934 en el Angel Hotel de Peterborough para sustituir al Peterborough & Fletton United, que había desaparecido dos años antes. El Posh jugaba en la desaparecida Midland League, la cual ganaron en seis casiones, cinco de ellas consecutivas entre 1956 y 1960. El club fue elegido para la Football League en 1960, entrando en la Football League Fourth Division. Está hermanada con la RSD Alcalá equipo de fútbol de España.
En la temporada 1960/61 ganaron la Fourth Division, consiguiendo el ascenso a Football League Third Division. En Thir Division pasaron siete temporadas antes de ser descendidos por irregularidades financieras en verano de 1968. El club tardó seis temporadas en regresar a Third Division.
En la temporada 1977/78 el Peterborough realizó una gran temporada, pero se quedó a las puertas del ascenso a Second Division quedando cuarto empatado a 56 puntos con el Preston North End tras empatar el último partido (0-0) con el Wrexham. En ese partido 2.000 aficionados del Preston North End viajaron a Wrexham para animar a los locales.
Tras no conseguir el ascenso en Wrexham el club entró en un largo declive. En 1979 el Peterborough descendía de Third Division y pasó 12 años en Fourth Division. Los años 1980 fueron una larga historia de decepciones y malas temporadas.
En enero de 1991, Chris Turner, que había jugado en el Posh campeón de Fourth Division en 1974 cogió el equipo como mánager y logró un récord de 13 partidos sin perder que lo propulsó a los primeros puestos de la tabla. Se ficharon seis jugadores el último día de enero, récord en ese momento de jugadores fichados por un club en un día. El último día de la temporada el Posh viajaba a Chesterfield necesitando una victoria para sellar el ascenso. Pese a ir dos goles abajo en los diez primeros minutos David Robinson y George Berry consiguieron el empate. Afortunadamente para el Posh el Blackpool FC perdió contra el Walsall y consiguieron el ascenso.
La siguiente temporada sigue siendo probablemente la más exitosa en la historia del club. Tras un inconsistente inicio de temporada el equipo se recuperó durante el otoño, eliminado al Wimbledon FC y al Newcastle United de la League Cup. La recompensa fue un partido en casa contra el Liverpool FC de Bruce Grobbelaar, Jan Mølby, Steve McManaman, Dean Saunders y Mark Wright. Gary Kimble marcó el único gol del partido en el minuto 19, haciendo historia para el modesto Peterborough, convirtiéndose así irónicamente en el único equipo inglés en tener un historial invicto contra el Liverpool. En liga el equipo se repuso y ascendió en la tabla, aunque más tarde caería en cuartos de final contra el Middlesbrough FC tras un replay. Hubo una decepción mayor al perder la ocasión de jugar en el Estadio de Wembley la final del Football League Trophy tras perder la semifinal con el Stoke City. Al final de temporada el duro trabajo del equipo se vio recompensado con un puesto en los play-off de ascenso. En la semifinal el Peterborough se enfrentó al Huddersfield Town, tras el 2-2 de la ida en London Road el Posh ganaba 2-3 en la vuelta. El 24 de mayo de 1992, el Peterborough United jugaba por primera vez en su historia en Wembley, contra el Stockport County. Ante 35.087 espectadores Ken Charlery dio al vuelta con dos goles al tanto inicial de Kevin Francis para dar el ascenso al Peterborough. Jugaron en Second Division entre 1992 y 1994, finalizando 10.º en la temporada 1992/93, el puesto más alto en su historia.
Tras varias temporadas el Peterborough regresa a League One en la 2007/08 al quedar segundo en League Two de la mano de Darren Ferguson y en la 2008/09 a Championship. En noviembre de 2009 el Posh era último en Championship y Ferguson dejó el club, siendo reemplazado por Mark Cooper. En febrero de 2010, 13 partidos después, Cooper dejó el club y le sustiyó Jim Gannon. Tras el descenso Gannon fue reemplazado por Gary Johnson. Johnson dejó el club el 10 de enero de 2011 y dos días después se anunció el regreso de Darren Ferguson como entrenador. Tras terminar cuartos en la League One eliminó al Milton Keynes en semifinales de la eliminatoria y al Huddersfield Town 3-0 en la final, ganando así el regreso a Championship. Después de una fugas temporada en Championship dónde terminaron 23.°, volvieron a League One y estuvieron mediando la tabla durante 8 años hasta que el 1 de mayo de 2021 al empatar 3-3 contra el Lincoln City se aseguraron el 2.° puesto en League One. Volviendo finalmente a la English Football League Championship.

## Uniforme
- Uniforme titular: Camiseta azul, pantalón blanco, medias blancas.
- Uniforme alternativo: Camiseta negra, pantalón negro, medias negras.
- Tercer uniforme: Camiseta blanca, pantalón blanco, medias blancas.

### Evolución del uniforme
- Esta es la evolución del uniforme del Peterborough United desde su fundación hasta la actualidad.[1]

| 1934 - 1936 | 1936 - 1937 | 1937 - 1948 | 1948 - 1949 | 1949 - 1953 |

| 1953 - 1965 | 1965 - 1977 | 1977 - 1979 | 1979 - Presente |

## Estadio

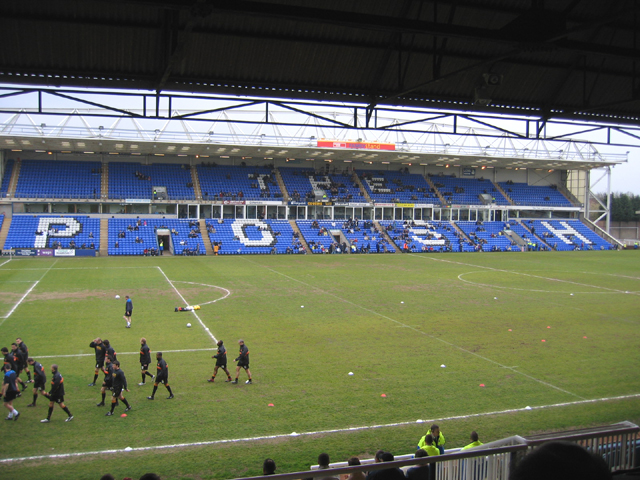
London Road en 2006, antes de un partido contra el Boston United.

Desde su fundación el Peterborough United ha jugado sus partidos locales en el estadio London Road. El estadio se construyó y abrió en 1913, constaba de una sola grada de madera con una capacidad de 250 personas. Era propiedad del ayuntamiento de Peterborough y es el campo del Peterborough desde su fundación en 1934. El ayuntamiento construyó unos vestuarios y una cabina para los árbitros tras la grada de madera para ayudar al club. Esta sobrevivió hasta los años 50, cuando se construyó la North Stand.
Las dos gradas tras las porterías fueron las siguientes en construirse. Muchos fanes se sitúan tradicionalmente en la London Road End, por lo que se cubrió tras la Segunda Guerra Mundial. En la misma época se cubrió también otro techo para la Moy's End.
Las dificultades financieras durante los años de guerra hicieron que el contrato de arrendamiento del Peterborough United con el ayuntamiento casi se cancelase. En los años 50 el ayuntamiento vendió London Road al club, tras esto comenzaron las obras para ampliar el estadio. En 1953 se construyeron nuevas terrazas cubiertas en Moy's End y London Road End. Se construyó también una nueva grada para 2.404 persnonas y la vieja grada de madera se demolió en 1956 para construir una mayor.
En 2007 se propuso construir un nuevo estadio de 20.000 espectadores para reemplazar el London Road. La asistencia récord al estadio es de 30.096 espectadores, el 20 de febrero de 1965 en un partido de la quinta ronda de la FA Cup contra el Swansea Town.

## Datos del club
- Temporadas en Second Division (hasta 1992),[3] First Division (hasta 2004)[3] y Championship:[3] 4 (Incluyendo la 2011/12)

- Temporadas en Third Division (hasta 1992),[3] Second Division (hasta 2004)[3] y League One:[3] 23

- Temporadas en Fourth Division (hasta 1992),[3] Third Division (hasta 2004)[3] y League Two:[3] 25

## Entrenadores

### Cuerpo técnico 2011/12
- Actualizado el 6 de enero de 2012.[4]

| Cargo                  | Nacionalidad | Nombre           |
| ---------------------- | ------------ | ---------------- |
| Entrenador             | Escocia      | Darren Ferguson  |
| Entrenador asistente   | Inglaterra   | Kevin Russell    |
| Preparador físico      | Inglaterra   | Mark Robson      |
| Entrenador de porteros | Inglaterra   | Barry Richardson |

### Cronología de los entrenadores
| Jock Porter      | 9 de junio de 1934       | Abril de 1936            | -   | -   | -   | -   |        |
| Fred Taylor      | Abril de 1936            | Octubre de 1937          | -   | -   | -   | -   |        |
| Vic Poulter      | Octubre de 1937          | Octubre de 1938          | -   | -   | -   | -   |        |
| Sam Haden        | Octubre 1938.            | 14 de junio de 1948      | -   | -   | -   | -   |        |
| Jack Blood       | Octubre de 1948          | Mayo de 1950             | -   | -   | -   | -   |        |
| Bob Gurney       | Octubre de 1950          | Octubre de 1952          | -   | -   | -   | -   |        |
| Jack Fairbrother | 4 de junio de 1952       | Enero de 1954            | -   | -   | -   | -   |        |
| George Swindin   | 1954                     | Octubre de 1958          | -   | -   | -   | -   |        |
| Jimmy Hagan      | Agosto de 1958           | 18 de octubre de 1962    | -   | -   | -   | -   |        |
| Johnny Anderson  | 18 de octubre de 1962    | 19 de diciembre de 1962  | -   | -   | -   | -   |        |
| Jack Fairbrother | 19 de diciembre de 1962  | 15 de febrero de 1964    | -   | -   | -   | -   |        |
| Johnny Anderson  | 15 de febrero de 1964    | 2 de abril de 1964       | -   | -   | -   | -   |        |
| Gordon Clark     | 2 de abril de 1964       | 28 de septiembre de 1967 | -   | -   | -   | -   |        |
| Norman Rigby     | 28 de septiembre de 1967 | Noviembre 1967           | -   | -   | -   | -   |        |
| Norman Rigby     | Noviembre de 1967        | Enero de 1969            | -   | -   | -   | -   |        |
| Jim Iley         | 8 de enero de 1969       | Septiembre de 1972       | -   | -   | -   | -   |        |
| Jim Walker       | Setiembre 1972           | 9 de octubre de 1972     | -   | -   | -   | -   |        |
| Noel Cantwell    | 9 de octubre de 1972     | 10 de mayo de 1977       | -   | -   | -   | -   |        |
| John Barnwell    | 10 de mayo de 1977       | 9 de noviembre de 1978   | -   | -   | -   | -   |        |
| Billy Hails      | 9 de noviembre de 1978   | Enero 1979               | -   | -   | -   | -   |        |
| (Vacante)        | Febrero de 1979          | 24 de febrero de 1979    | -   | -   | -   | -   |        |
| Peter Morris     | 24 de febrero de 1979    | Junio de 1982            | -   | -   | -   | -   |        |
| Martin Wilkinson | 30 de junio de 1982      | Febrero de 1983          | -   | -   | -   | -   |        |
| Bill Harvey      | 6 de noviembre de 1982   | 6 de noviembre de 1982   | -   | -   | -   | -   |        |
| Bill Harvey      | Febrero 1983             | Mayo 1983                | -   | -   | -   | -   |        |
| John Wile        | 1 de mayo de 1983        | 1 de noviembre de 1986   | -   | -   | -   | -   |        |
| Lil Fuccillo     | 1 de noviembre de 1986   | 20 de noviembre de 1986  | -   | -   | -   | -   |        |
| Noel Cantwell    | 20 de noviembre de 1986  | 12 de julio de 1988      | -   | -   | -   | -   |        |
| Mick Jones       | 12 de julio de 1988      | 31 de agosto de 1989     | -   | -   | -   | -   |        |
| Dave Booth       | 31 de agosto de 1989     | 6 de septiembre de 1989  | 1   | 0   | 1   | 0   | 00.00% |
| Mark Lawrenson   | 6 de septiembre de 1989  | 9 de noviembre de 1990   | 64  | 25  | 23  | 16  | 39.06% |
| Dave Booth       | 9 de noviembre de 1990   | 22 de enero de 1991      | 13  | 4   | 5   | 4   | 30.77% |
| Chris Turner     | 22 de enero de 1991      | 1 de diciembre de 1992   | 101 | 48  | 32  | 21  | 47.52% |
| Lil Fuccillo     | 1 de diciembre de 1992   | 29 de diciembre de 1993  | 59  | 15  | 20  | 24  | 25.42% |
| Chris Turner     | 29 de diciembre de 1993  | Setiembre 1994           | 26  | 5   | 6   | 15  | 19.23% |
| John Still       | Septiembre de 1994       | 24 de octubre de 1995    | 67  | 19  | 24  | 24  | 28.36% |
| Mick Halsall     | 24 de octubre de 1995    | Noviembre 1995           | 6   | 3   | 2   | 1   | 50.00% |
| Mick Halsall     | Noviembre de 1995        | 31 de mayo de 1996       | 31  | 10  | 6   | 15  | 32.26% |
| Barry Fry        | 31 de mayo de 1996       | 31 de mayo de 2005       | 483 | 163 | 133 | 187 | 33.75% |
| Mark Wright      | 31 de mayo de 2005       | 24 de enero de 2006      | 35  | 12  | 11  | 12  | 34.29% |
| Steve Bleasdale  | 24 de enero de 2006      | 22 de abril de 2006      | 14  | 6   | 1   | 7   | 42.86% |
| Barry Fry        | 22 de abril de 2006      | 30 de mayo de 2006       | 3   | 1   | 0   | 2   | 33.34% |
| Keith Alexander  | 30 de mayo de 2006       | 15 de enero de 2007      | 34  | 14  | 7   | 13  | 41.18% |
| Tommy Taylor     | 15 de enero de 2007      | 20 de enero de 2007      | 1   | 0   | 0   | 1   | 00.00% |
| Darren Ferguson  | 21 de enero de 2007      | 9 de noviembre de 2009   | 145 | 73  | 40  | 32  | 50.34% |
| Mark Cooper      | 14 de noviembre de 2009  | 1 de febrero de 2010     | 12  | 1   | 4   | 7   | 8.33%  |
| Jim Gannon       | 2 de febrero de 2010     | 6 de abril de 2010       | 14  | 4   | 1   | 9   | 28.57% |
| Gary Johnson     | 6 de abril de 2010       | 10 de enero de 2011      | 33  | 15  | 4   | 14  | 45.45% |
| David Oldfield   | 11 de enero de 2011      | 11 de enero de 2011      | 1   | 1   | 0   | 0   | 100%   |
| Darren Ferguson  | 12 de enero de 2011      | Presente                 | 76  | 28  | 30  | 18  | 36.84% |

## Récords
- Más partidos de Liga: Tommy Robson – 482 (440 titular y 42 de cambio): 1968–1981
- Más partidos consecutivos: Eric Steele – 148 (124 en Liga, 24 en Copa): 1973–1977
- Más goles en torneos de liga: Jim Hall – 122 : 1967–1975
- Máximo goleador en una temporada: Terry Bly – 52 : 1960–1961 (Récord histórico en la cuarta División)
- Mayor venta: £3.5m (aumentó a £5.5m) al Norwich City por Ryan Bennett, enero de 2012
- Mayor compra: £1.1m (aumentó a £1.4m) al Crawley Town por Tyrone Barnett, febrero de 2012

## Palmarés

### Torneos nacionales
- Subcampeón de la Third Division (hasta 1992),[3] Second Division (hasta 2004)[3] y League One[3] (1): 2008/09.

- Fourth Division (hasta 1992),[3] Third Division (hasta 2004)[3] y League Two[3] (2): 1960/61, 1973/74.
- Subcampeón de la Fourth Division (hasta 1992),[3] Third Division (hasta 2004)[3] y League Two[3] (1): 2007/08.

- Midland Football League (6): 1939/40, 1955/56, 1956/57, 1957/58, 1958/59, 1959/60.
- Subcampeón de la Midland Football League (1): 1953/54.

## Rivalidades
El Cambridge United y el Northampton Town son los máximos rivales del Club.